# Mizrock
Albums de Miz
Dreams
(2005)
EPs par Miz
Good bye, yesterday
(2007)
Singles
Mizrock est le 3e album solo de Miz, sorti sous le label Victor Entertainment le 22 février 2006 au Japon.

## Présentation
L'album arrive 35e à l'Oricon et reste classé 3 semaines pour un total de 6 708 exemplaires vendus. Il contient quatre de ses singles. Il sort au format CD et CD+DVD, sur le DVD on peut trouver les deux clips de ses deux derniers singles.

## Liste des titres
| 1.  | Bittersweet                  | 3:44 |
| 2.  | Eyes Don't Lie               | 3:17 |
| 3.  | In The Sky                   | 3:04 |
| 4.  | Backseat Baby                | 3:16 |
| 5.  | An Ordinary Day              | 3:41 |
| 6.  | What Difference              | 4:36 |
| 7.  | Dreamer                      | 3:15 |
| 8.  | Give It All Away             | 3:55 |
| 9.  | In The Rain                  | 4:09 |
| 10. | Yesterday                    | 3:44 |
| 11. | Part Of My Balance           | 3:26 |
| 12. | Welcome to our party         | 3:11 |
| 13. | In My Life                   | 4:05 |
| 14. | New Day (English Version)    | 4:01 |
| 15. | In The Sky (English Version) | 3:04 |

| 1. | Bittersweet (Clip-vidéo)                    |  |
| 2. | Backseat Baby (Clip-vidéo)                  |  |
| 3. | Bittersweet (Making of)                     |  |
| 4. | Photo Session for "Bittersweet" & "Mizrock" |  |